# Binta Zahra Diop
Binta Zahra Diop (sinh ngày 30 tháng 6 năm 1990 tại Dakar) là một vận động viên bơi lội người Sénégal, chuyên về các sự kiện bướm. Cô cũng là một huy chương đồng hai lần cho sự kiện bướm 50 m tại Đại hội Thể thao châu Phi.
Diop đại diện cho Senegal tại Thế vận hội Mùa hè 2008 ở Bắc Kinh, và thi đấu cho nội dung bơi bướm 100 m nữ. Cô đã giành được sức nóng đầu tiên, với thời gian 1: 04,26. Tuy nhiên, Diop đã thất bại trong việc lọt vào vòng bán kết, khi cô xếp thứ bốn mươi bảy trong bảng xếp hạng tổng thể.